# Beatrix von Limburg

Das Wappen von Limburg

Beatrix von Limburg († 12. Juli nach 1164, noch 1165 erwähnt) war eine Gräfin aus dem Haus Limburg und durch Ehe Gräfin von Laurenburg, die wahrscheinlich eine Zeitlang als Regentin der Grafschaft Laurenburg für ihre Enkel fungierte, die später Grafen von Nassau wurden.

## Leben

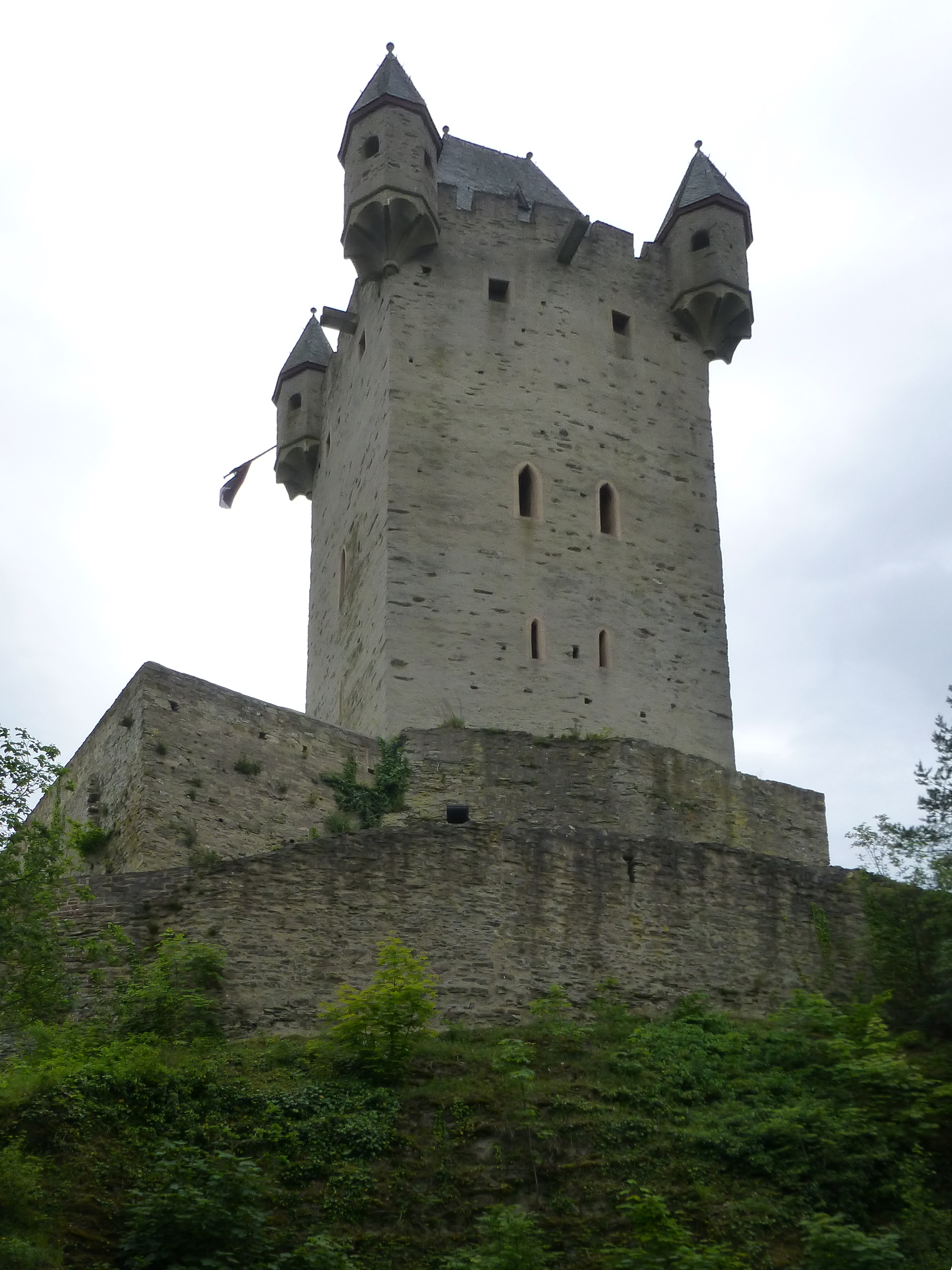
Die Burg Nassau

Beatrix war eine Tochter des Herzogs Walram III. der Heide von Niederlothringen-Limburg und Jutta von Geldern, Tochter von Graf Gerhard I. von Geldern. Ihre Abstammung wird bestätigt durch die Urkunde vom 1151, nach der Heinrich II. von Leez, Bischof von Lüttich, die Spenden von ‘domina Jutta, nobilissima matrona uxor ducis Walrami de Lemburg’ an die Abtei Rolduc bestätigte, und die die Anwesenheit bei ihrem Begräbnis in Rolduc dokumentiert von ‘Arnoldus quoque filius Ruberti comitis de Lunneburg natus ex domina Beatrice filia præfatæ dominæ’.
Hillin von Falmagne, der Erzbischof von Trier, notierte in einer Urkunde vom 1. April 1158, dass ‘castrum de Nassouwe’ zuvor der Kirche von Worms gehörte, aber dass ‘Ruberti et Arnoldi de Luremburg’ eine Burg (die Burg Nassau) gebaut hatten gegen den Willen der Kirche und das ‘postmodum … Beatrix comitissa et coheredes eius … filii Ruberti et Arnoldi de Luremburg’ die Beilegung des von ‘Gerlaci de Isemburch et Everhardi de Burgensheim’ vermittelten Streits beantragt. Dieses Dokument legt nahe, dass Beatrix beide Söhne überlebte und als Familienoberhaupt im Namen ihrer Enkel auftrat.

## Nachkommen
Beatrix heiratete vor 1135, möglicherweise um 1125 Graf Ruprecht I. von Laurenburg († vor 13. Mai 1154). Mit ihm hatte sie die Kinder:
1. Arnold II. († 1158/1159), erwähnt als Graf von Laurenburg 1151–1158.
2. Ruprecht II. († um 1159), erwähnt als Graf von Laurenburg 1154–1158.

In einer Urkunde aus dem Jahr 1148 wird ein gewisser Gerhard von Laurenburg erwähnt, der möglicherweise ein jüngerer Sohn von Ruprecht I. war, dessen Verwandtschaft jedoch aus keiner Urkunde hervorgeht. Für diesen Gerhard ist keine Ehe erwähnt.